# Liutperto
Liutperto o Liutberto (h. 680-702) fue rey de los lombardos de Italia durante ocho meses en 700, bajo la tutela de Ansprando.

## Rey efímero
Liutperto era hijo y sucesor del rey Cuniberto. Era todavía un niño o adolescente cuando fue entronizado como rey lombardo y hubo de gobernar con la ayuda de un tutor, Ansprando, duque de Asti, a quien Cuniberto había nombrado antes de morir. Fue derrocado apenas unos meses después de su ascensión al trono, por Raginperto, duque de Turín, que se hizo con el reino tras vencer a Ansprando y al duque Rotharit de Bérgamo.
Liutperto recuperó el trono tras el fallecimiento inesperado del usurpador 701 merced a la ayuda de sus partidarios, si bien volvió a perderlo a manos de un hijo de Raginperto, Ariperto, que lo reivindicó para sí. Ariperto derrotó a Ansprando y apresó a Liutperto durante una batalla; este fue asesinado en el baño en el 702, cuando aún estaba cautivo. Fue enterrado en Pavía, en la Basílica de Santissimo Salvatore.